# 联芳烃

BINAP的分子结构

联芳烃或二联芳烃是由两个芳基由单键连接而成的化合物。联苯是最简单的联芳烃，其氯代产物多氯联苯在工业上也有着重要应用。BINAP是一种手性联芳烃，常用作配体。

## 制备
对称的联芳烃主要通过乌尔曼反应合成，不对称的联芳烃可通过催化偶联反应（如檜山偶聯反應、熊田偶联反应、根岸偶联反应、施蒂勒反应和铃木反应）得到。